# Festival di Cannes 2014
La 67ª edizione del Festival di Cannes ha avuto luogo a Cannes dal 14 maggio al 25 maggio 2014. Presidente della giuria dei film in concorso di quest'anno è la regista neozelandese Jane Campion.
Il film di apertura del festival è stato Grace di Monaco diretto da Olivier Dahan e con Nicole Kidman nel ruolo della principessa e attrice Grace Kelly.
La selezione ufficiale dei film che parteciperanno al festival è stata annunciata il 17 aprile 2014. L'attore francese Lambert Wilson ha aperto e chiuso la cerimonia. A causa delle elezioni europee che si sono svolte il 25 maggio, la Palma d'oro è stata consegnata a Il regno d'inverno - Winter Sleep di Nuri Bilge Ceylan il 24 maggio. Il 23 maggio invece è stata scelta come la data di premiazione della sezione Un Certain Regard. Vincitore di questa selezione è White God - Sinfonia per Hagen dell'ungherese Kornél Mundruczó.

## Selezione ufficiale

### Concorso
- Sils Maria (Clouds of Sils Maria), regia di Olivier Assayas (Germania, Francia, Svizzera)
- Saint Laurent, regia di Bertrand Bonello (Francia)
- Il regno d'inverno - Winter Sleep (Kis uykusu), regia di Nuri Bilge Ceylan (Turchia, Germania, Francia)
- Maps to the Stars, regia di David Cronenberg (Canada, USA)
- Due giorni, una notte (Deux jours, une nuit), regia di Jean-Pierre e Luc Dardenne (Belgio, Italia, Francia)
- Mommy, regia di Xavier Dolan (Canada)
- The Captive - Scomparsa (The Captive), regia di Atom Egoyan (Canada)
- Adieu au langage - Addio al linguaggio (Adieu au langage), regia di Jean-Luc Godard (Svizzera)
- The Search, regia di Michel Hazanavicius (Francia)
- The Homesman, regia di Tommy Lee Jones (USA)
- Still the Water (Futatsume No Mado), regia di Naomi Kawase (Giappone)
- Turner (Mr. Turner), regia di Mike Leigh (UK)
- Jimmy's Hall, regia di Ken Loach (UK, Irlanda, Francia)
- Foxcatcher - Una storia americana (Foxcatcher), regia di Bennett Miller (USA)
- Le meraviglie, regia di Alice Rohrwacher (Italia)
- Timbuktu, regia di Abderrahmane Sissako (Francia)
- Storie pazzesche, regia di Damián Szifrón (Argentina)
- Leviathan, regia di Andrey Zvyagintsev (Russia)

### Fuori concorso
- Grace di Monaco (Grace of Monaco), regia di Olivier Dahan (Francia / USA / Belgio / Italia) - Film d'apertura
- Silver Water, regia di Mohammed Ossama
- Majdan di Sergei Loznitsa
- Red Army, regia di Gabe Polsky
- Caricaturistes - Fantassins de la démocratie, regia di Stephanie Valloatto
- Les Ponts de Sarajevo, regia di Teresa Villaverde, Angela Schanelec, Marc Recha, Cristi Puiu, Vladimir Perisic, Ursula Meier, Vincenzo Marra, Sergei Loznitsa, Isild Le Besco, Kamen Kalev, Jean-Luc Godard, Leonardo Di Costanzo e Aida Begić (Bulgaria / Germania / Italia / Portogallo / Francia)
- The Rover, regia di David Michôd (USA / Australia)
- Pyo Jeok, regia di Chang
- Dragon Trainer 2, regia di Dean Deblois (USA)

### Un Certain Regard
- Jauja, regia di Lisandro Alonso (Argentina / Danimarca / USA)
- La chambre bleue, regia di Mathieu Amalric (Francia)
- Incompresa, regia di Asia Argento (Italia / Francia)
- Titli, regia di Kanu Behl (India)
- Party Girl, regia di Marie Amachoukeli, Claire Burger e Samuel Theis (Francia) - Film d'apertura
- La scomparsa di Eleanor Rigby (The Disappearance of Eleanor Rigby), regia di Ned Benson
- Bird People, regia di Pascale Ferran (USA)
- Lost River, regia di Ryan Gosling (USA)
- Amour fou, regia di Jessica Hausner (Austria)
- Charlie's Country, regia di Rolf De Heer (Australia)
- Snow in Paradise, regia di Andrew Hulme (Gran Bretagna)
- Dohee-ya, regia di July Jung (Corea del Sud)
- Pazza idea (Xenia), regia di Panos Koutras (Belgio / Francia / Grecia)
- Run, regia di Philippe Lacôte (Francia)
- Forza maggiore (Force majeure), regia di Ruben Östlund (Svezia)
- Hermosa juventud, regia di Jaime Rosales (Spagna)
- Il sale della terra (The Salt of the Earth), regia di Wim Wenders e Juliano Ribeiro Salgado
- Fantasia, regia di Wang Chao (Cina / Francia)
- Harcheck Mi Headro, regia di Keren Yedaya
- Lettere di uno sconosciuto (Gui lai), regia di Zhāng Yìmóu (Cina)

## Quinzaine des Réalisateurs
- Alleluia, regia di Fabrice Du Welza (Belgio/Francia)
- Diamante nero (Bande de filles), regia di Céline Sciamma (Francia)
- Catch Me Daddy, regia di Daniel Wolfe (GB)
- Cold in July - Freddo a luglio (Cold in July), regia di Jim Mickle (USA)
- The Fighters - Addestramento di vita (Les Combattants), regia di Thomas Cailley (Francia)
- Viviane, regia di Ronit e Shlomi Elkabetz (Israele/Francia/Germania)
- A Hard Day, regia di Kim Seong-hun (Corea del Sud)
- Kaguya-hime no monogatari, regia di Isao Takahata (Giappone)
- Mange tes morts, regia di Jean-Charles Hue (Francia)
- National Gallery, regia di Frederick Wiseman (USA/Francia)
- Next to Her, regia di Asaf Korman (Israele)
- Pride, regia di Matthew Warchus (GB)
- Queen and Country, regia di John Boorman (Irlanda/GB)
- Refugiado, regia di Diego Lerman (Argentina/Francia/Germania)
- These Final Hours - 12 ore alla fine, regia di Zach Hilditch (Australia)
- Tu dors Nicole, regia di Stéphan Lafleur (Canada)
- Whiplash, regia di Damien Chazelle (USA)

### Proiezioni speciali
- P’tit Quinquin, regia di Bruno Dumont (Francia)
- Non aprite quella porta, regia di Tobe Hooper (USA)
- Per un pugno di dollari, regia di Sergio Leone (Italia, Spagna, Germania)[9]

### Cortometraggi
- 8 Balles, regia di Frank Ternier (Francia)
- Cambodia 2099, regia di Davy Chou (Francia)
- En aout, regia di Jenna Hasse (Svizzera)
- Fragments, regia di Aga Woszczynska (Polonia)
- Guy Moquet, regia di Demis Herenger (Francia)
- Heartless, regia di Nara Normande e Tiao Tiao (Brasile)
- Jutra, regia di Marie-Josée Saint-Pierre (Canada)
- Man on the Chair, regia di Jeong Dahee (Francia/Corea del Sud)
- The Revolution Hunter, regia di Margarida Rego (Portogallo)
- Torn, regia di Elmar Imanov, Engin Kundag (Azerbaigian)
- It Can Pass Through the Wall, regia di Radu Jude (Romania)

## Cinéfondation
La sezione Cinéfondation si concentra su film realizzati da studenti. I seguenti 16 film (di cui 2 animati) sono stati selezionati su più di 1631 domande da 320 scuole diverse. Metà dei film selezionati sono stati diretti da donne.
| Titolo inglese                                                          | Titolo originale                                                        | Regista                                                             | Scuola                                         |
| ----------------------------------------------------------------------- | ----------------------------------------------------------------------- | ------------------------------------------------------------------- | ---------------------------------------------- |
| Our Blood                                                               | Our Blood                                                               | Max Chan                                                            | Hampshire College, USA                         |
| Home Sweet Home                                                         | Home Sweet Home                                                         | Pierre Clenet, Alejandro Diaz, Romain Mazevet and Stéphane Paccolat | Supinfocom Arles, Francia                      |
| The Aftermath of the Inauguration of the Public Toilet at Kilometer 375 | The Aftermath of the Inauguration of the Public Toilet at Kilometer 375 | Omar El Zohairy                                                     | High Cinema Institute, Academy of Arts, Égitto |
| Stone Cars                                                              | Stone Cars                                                              | Reinaldo Marcus Green                                               | NYU Tisch School of the Arts, USA              |
| Last Trip Home                                                          | Last Trip Home                                                          | Han FengYu                                                          | Ngee Ann Polytechnic, Singapore                |
| A Radiant Life                                                          | Une vie radieuse                                                        | Meryll Hardt                                                        | Le Fresnoy, Francia                            |
| Niagara                                                                 | Niagara                                                                 | Chie Hayakawa                                                       | ENBU Seminar, Giappone                         |
| Oh Lucy!                                                                | Oh Lucy!                                                                | Atsuko Hirayanagi                                                   | NYU Tisch School of the Arts Asia, Singapore   |
| The Visit                                                               | The Visit                                                               | Inbar Horesh                                                        | Minshar for Art, School and Center, Israele    |
| Moonless Summer                                                         | Leto bez meseca                                                         | Stefan Ivančić                                                      | Faculty of Dramatic Arts, Serbia               |
| The Bigger Picture                                                      | The Bigger Picture                                                      | Daisy Jacobs                                                        | National Film and Television School, UK        |
| Provincia                                                               | Provincia                                                               | György Mór Kárpáti                                                  | University of Theatre and Film Arts, Ungheria  |
| Breath                                                                  | Soom                                                                    | Hyun Ju Kwon                                                        | Chung-Ang University, Corea del Sud            |
| Thunderbirds                                                            | Les Oiseaux-Tonnerre                                                    | Léa Mysius                                                          | La Fémis, Francia                              |
| Sourdough                                                               | Lievito madre                                                           | Fulvio Risuleo                                                      | Centro Sperimentale di Cinematografia, Italia  |
| Skunk                                                                   | Skunk                                                                   | Annie Silverstein                                                   | University of Texas at Austin, USA             |

### Cortometraggi
Su 3450 domande, i seguenti film sono stati selezionati per la categoria cortometraggi. Il film italiano A passo d'uomo di Giovanni Aloi è stato squalificato dalla selezione in seguito a precedenti proiezioni che hanno avuto luogo al di fuori del paese d'origine (Italia). Il regolamento del Festival di Cannes prevede che i film in competizione siano in prima mondiale.
| Titolo inglese              | Titolo originale            | Regista                                                                         | Paese di produzione |
| --------------------------- | --------------------------- | ------------------------------------------------------------------------------- | ------------------- |
| The Administration of Glory | The Administration of Glory | Ran Huang                                                                       | Cina                |
| Invisible Spaces            | Ukhilavi Sivrtseebi         | Dea K'ulumbegashvili                                                            | Georgia             |
| Happo-en                    | Happo-en                    | Masahiko Sato, Takayoshi Ohara, Yutaro Seki, Masayuki Toyota and Kentaro Hirase | Giappone            |
| Leidi                       | Leidi                       | Simón Mesa Soto                                                                 | Colombia, UK        |
| The Last One                | Sonuncu                     | Grainger David                                                                  | Azerbaijan          |
| The Execution               | A Kivegzes                  | Petra Szöcs                                                                     | Ungheria, Romania   |
| Aïssa                       | Aïssa                       | Clement Tréhin-Lalanne                                                          | Francia             |
| Les corps étrangers         | Les corps étrangers         | Laura Wandel                                                                    | Belgio              |
| Yes we Love                 | Ja, vi elsker               | Hallvar Witzø                                                                   | Norvegia            |
| Silent                      | Sessiz-Bêdeng               | L. Rezan Yesilbas                                                               | Turchia             |

## Giurie

### Concorso principale

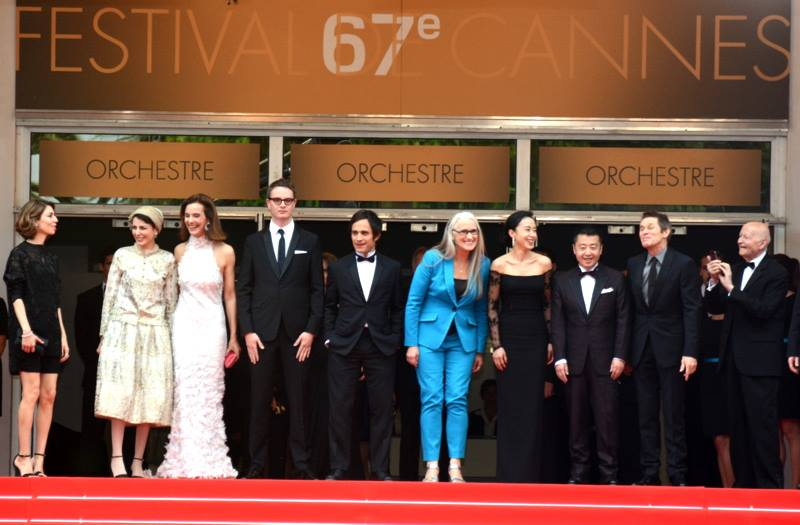
La giuria del concorso principale

- Jane Campion, regista (Nuova Zelanda) - presidente della giuria
- Carole Bouquet, attrice (Francia)
- Sofia Coppola, regista (USA)
- Willem Dafoe, attore (USA)
- Nicolas Winding Refn, regista (Danimarca)
- Leila Hatami, attrice (Iran)
- Gael García Bernal, attore (Messico)
- Jeon Do-yeon, attrice (Corea del Sud)
- Jia Zhangke, regista (Cina)

### Un Certain Regard
- Pablo Trapero, regista (Argentina) - presidente della giuria[13]

### Cinéfondation e cortometraggi
- Abbas Kiarostami, regista (Iran) - presidente della giuria[14]
- Daniela Thomas, regista (Brasile)
- Noémie Lvovsky, regista (Francia)
- Joachim Trier, regista (Norvegia)
- Mahamat Saleh Haroun, regista (Ciad)

### Settimana Internazionale della Critica
- Andrea Arnold, regista (Regno Unito) - presidente della giuria

### Queer Palm
- Bruce LaBruce, scrittore e regista (Canada) - presidente della giuria
- Anna Margarita Albelo, regista (Cuba/USA)
- João Ferreira, regista e programmatore del Queer Lisbona film festival (Brasile)
- Charlotte Lipinska, attrice e giornalista (Francia)
- Ricky Mastro, programmatore del Brazilian film festival (Brasile)

### Caméra d'or
- Nicole Garcia, regista sceneggiatrice e attrice (Francia) - presidente della giuria[15]

## Palmarès

### Concorso
- Palma d'oro: Il regno d'inverno - Winter Sleep, regia di Nuri Bilge Ceylan (Turchia, Germania, Francia)
- Grand Prix Speciale della Giuria: Le meraviglie regia di Alice Rohrwacher (Italia)
- Prix de la mise en scène: Bennett Miller per Foxcatcher - Una storia americana (Foxcatcher) (USA)
- Prix du scénario: Andreï Zviaguintsev e Oleg Negin per Leviathan (Russia)
- Prix d'interprétation féminine: Julianne Moore per Maps to the Stars (USA)
- Prix d'interprétation masculine: Timothy Spall per Turner (Mr. Turner) (UK)
- Premio della giuria (ex-æquo): Mommy, regia di Xavier Dolan (Canada) e Adieu au langage - Addio al linguaggio, regia di Jean Luc Godard (Svizzera)

### Un Certain Regard
- Premio Un Certain Regard: White God - Sinfonia per Hagen (Fehér Isten), regia di Kornél Mundruczó (Ungheria, Germania, Svezia)
- Premio della Giuria: Forza maggiore (Force majeure), regia di Ruben Östlund (Svezia)
- Prix d'ensemble: Party Girl, regia di Marie Amachoukeli, Claire Burger e Samuel Theis (Francia)
- Menzione Speciale: Il sale della Terra (The Salt of the Earth), regia di Wim Wenders e Juliano Ribeiro Salgado (Brasile, Francia, Italia)

### Settimana Internazionale della Critica
- Gran Premio Settimana Internazionale della Critica: The Tribe (Plem"ja), regia di Myroslav Slabošpyc'kyj (Ucraina)
- Premio SACD: Hope, regia di Boris Lojkine (Francia)

### Quinzaine des Réalisateurs
- Premio Art Cinéma: The Fighters - Addestramento di vita (Les Combattants), regia di Thomas Cailley (Francia)
- Premio Europa Cinema Label: The Fighters - Addestramento di vita (Les Combattants), regia di Thomas Cailley (Francia)
- Premio SACD: The Fighters - Addestramento di vita (Les Combattants), regia di Thomas Cailley (Francia)

### Altri premi
- Caméra d'or: Party Girl, regia di Claire Burger, Samuel Theis e Marie Amachoukeli (Francia)
- Premio Fipresci:
  - Concorso: Kış Uykusu, regia di Nuri Bilge Ceylan (Turchia)
  - Un Certain Regard: Jauja, regia di Lisandro Alonso (Argentina)
  - Quinzaine des Réalisateurs: The Fighters - Addestramento di vita (Les Combattants), regia di Thomas Cailley (Francia)
- Premio della Giuria Ecumenica: Timbuktu, regia di Abderrahmane Sissako (Mauritania, Francia)
  - Menzione Speciale della Giuria Ecumenica (ex-æquo): Il sale della Terra (The Salt of the Earth), regia di Wim Wenders e Juliano Ribeiro Salgado (Brasile, Francia, Italia) e Hermosa juventud, regia di Jaime Rosales (Spagna)
- Queer Palm: Pride, regia di Matthew Warchus (Regno Unito)
- Trofeo Chopard: 
  - Rivelazione femminile: Adèle Exarchopoulos (Francia)
  - Rivelazione maschile: Logan Lerman (USA)
- Premio François Chalais: Timbuktu, regia di Abderrahmane Sissako (Mauritania, Francia)
- Dog Palm: Luke e Body per White God - Sinfonia per Hagen (Fehér Isten) di Kornél Mundruczó (Ungheria, Germania, Svezia)